# Ferrari 212 MM

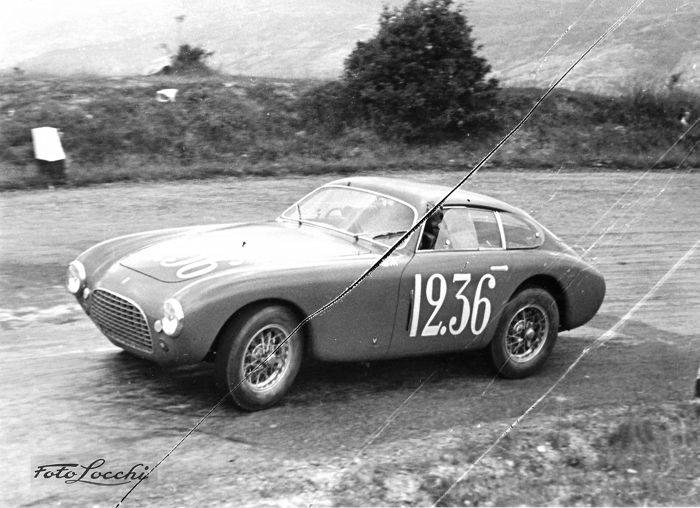
Franco Cornacchia im Ferrari 212 MM Vignale Berlinetta bei der Coppa Toscana 1951

Der Ferrari 212 MM war ein Rennsportwagen aus dem Jahr 1951.

## Hintergrund und Technik
Der 212 MM hatte die Chassisnummer 0070M, war ein Einzelstück und der einzige Ferrari 212, der die Bezeichnung „MM“ für Mille Miglia erhielt. Der 212 war das Nachfolgemodell der 195-Typen. Durch erneute Vergrößerung des Zylinderbohrung wuchs der Hubraum des SOHC-V12-Motors auf 2562 cm³. Die Leistung stieg dadurch auf 162 PS. Radstand und Chassis blieben gegenüber dem 195 Sport unverändert. Die Karosserie kam von Vignale.

## Renngeschichte
Der 212 MM in nur wenigen Rennen eingesetzt, davon nur zweimal als Werkswagen. Beim Giro di Sicilia 1951 wurde Piero Taruffi Zweiter hinter Gianni Marzotto, der einen Ferrari 212 Export fuhr. 14 Tage später siegte Luigi Villoresi mit dem Wagen beim 2-Stunden-Rennen von Monza. Danach wurde der Wagen an Franco Cornacchia abgegeben, der die Karossiere bei einer Trainingsfahrt erheblich beschädigte. Nach dem Unfall wurde die Karosserie 1952 bei Vignale wieder instand gesetzt und Cornacchia ging mit dem Wagen beim 24-Stunden-Rennen von Le Mans 1952 an den Start, fiel aber aus. 1955 verkaufte er den Wagen, der danach im Besitz einiger italienischer Sammler war. 1995 wurde das Chassis, das inzwischen erhebliche Mängel aufwies, von einem US-Amerikaner erworben und in langer Restaurierung wieder in den Originalzustand versetzt.